# Androstenediona
La androstenediona o androstendiona (también conocida como 4-androstenediona) es una hormona esteroide de 19-carbonos producida en las glándulas suprarrenales y en las gónadas como un intermediario en el proceso bioquímico que produce al andrógeno testosterona y a los estrógenos estrona y estradiol.

## Síntesis

Esteroidogénesis humana. La androstenediona está en el centro.

La androstenediona es el precursor común de las hormonas sexuales masculinas y femeninas. Un poco de androstenediona también es secretada al plasma sanguíneo, y puede ser convertido en testosterona o estrógeno en los tejidos periféricos.
La androstenediona puede ser sintetizada de una de dos maneras. La vía principal involucra la conversión de la 17-hidroxipregnenolona en dehidroepiandrosterona por medio de la 17,20-liasa, con la posterior conversión de la dehidroepiandrosterona en androstenediona vía la enzima 3beta-hidroxiesteroide deshidrogenasa. La vía secundaria involucra la conversión de la 17-hidroxiprogesterona, más a menudo un precursor del cortisol, a androstenediona directamente por medio de la 17,20-liasa. Por lo tanto, la 17,20-liasa es requerida para la síntesis de la androstenediona, independientemente de la forma en que se sintetice.
La androstenediona es convertida en testosterona o estrógeno. La conversión de la androstenediona en testosterona requiere la enzima 17 beta hidroxiesteroide deshidrogenasa, mientras que la conversión de la androstenediona en estrógeno (por ejemplo, en la estrona o estradiol) requiere la enzima aromatasa.
La producción de la androstenediona suprarrenal está regulada por la ACTH, mientras que la producción de la androstenediona gonadal está regulada por las gonadotropinas. En las mujeres premenopáusicas, las glándulas suprarrenales y los ovarios producen cada uno alrededor de la mitad de la androstenediona total (alrededor de 3 mg/día). Después de la menopausia, la producción de androstenediona es reducida a alrededor de la mitad, principalmente debido a la reducción de los esteroides secretados por los ovarios. Sin embargo, la androstenediona es el esteroide principal producido por el ovario postmenopáusico.

## Función endocrina
En las mujeres, la androstenediona es liberada al torrente sanguíneo por las células tecas. La función de esto es proveer sustratos de androstenediona para la producción de estrógeno en las células granulosas, ya que estas células carecen de 17,20 liasa requerida para la síntesis de androstenediona. Del mismo modo, las células tecas carecen de la enzima aromatasa requerida para la producción de estrógeno. Por lo tanto, las células tecas y granulosas trabajan juntas para formar el estrógeno (la cooperación entre las células de la granulosa y la teca interna es conocida como la "Teoría de la doble Célula" o "Teoría de las dos gonadotrofinas").

## Androstenediona como suplemento

### Historia
La androstenediona fue fabricada como un suplemento dietético, a menudo llamado andro (o andros). El Sports Illustrated le dio créditos a Patrick Arnold por introducir la androstenediona al mercado norteamericano. El andro era legal y capaz de ser comprada sin receta médica y en consecuencia, era de uso común en las Grandes Ligas de Béisbol a lo largo de la década de los 90s por los bateadores "batidores de récords" como Mark McGwire. El suplemento está prohibido por la Agencia Mundial Antidopaje, y por lo tanto también de los Juegos Olímpicos.
El 12 de marzo de 2004, la Ley de Control de Esteroides Anabólicos de 2004 (Anabolic Steroid Control Act of 2004) fue introducida al Senado de los Estados Unidos. Este modificó la Ley de Sustancias Controladas (Controlled Substance Act) para colocar a los esteroides anabólicos y prohormonas en la lista de sustancias controladas, haciendo la posesión de sustancias prohibidas un crimen federal. La ley entró en vigor el 20 de enero de 2005. Asombrosamente, la androstenediona fue legalmente definida como un esteroide anabólico, a pesar de que hay poca evidencia que indique que la androstenediona en si sea de carácter anabólico.
El 11 de abril de 2004, la Administración de Alimentos y Medicamentos de los Estados Unidos prohibió la venta de androstenediona, alegando que el medicamento posee un riesgo significativo para la salud asociado con los esteroides.
La androstenediona está prohibida por las Fuerzas Armadas de los Estados Unidos.

### El Proyecto Andro
El "Proyecto Andro", llevado a cabo por investigadores médicos del East Tennessee State University, mostraron que el suplemento "Andro" (androstenediona/androstenediol) no incrementa la masa ni fuerza muscular.

### Efectos biológicos
La androstenediona ha demostrado incrementar los niveles séricos de testosterona durante un período de ocho horas en hombres con una dosis de 300 mg por día, pero una dosis de 100 mg no tiene efectos significativos en los niveles de testosterona. Sin embargo, los niveles de estradiol aumentaron después de ambas dosis de 100 mg y 300 mg. El estudio también informó que los niveles séricos de estrógenos y testosterona produjeron efectos ampliamente distintos entre los individuos. Un documento del 2006 resumió varios estudios que examinaron los efectos de la androstenediona en el entrenamiento de fuerza. A dosis entre 50 mg y 100 mg por día, andro no tuvo efectos en la fuerza ni tamaño muscular, o en los niveles de grasa corporal. Un estudio utilizó una dosis diaria de 300 mg de androstenediona combinado con varios otros suplementos, y tampoco encontró ni un incremento en la fuerza muscular comparado con un grupo control que no tomó los suplementos. Los autores del estudio especularon que niveles suficientemente altos pueden llevar a un incremento en el tamaño y fuerza muscular. Sin embargo, debido a la prohibición federal de los suplementos con androstenediona, es difícil llevar a cabo nuevas investigaciones sobres sus efectos positivos y negativos. Los autores del estudio también concluyeron que la gente no debería usar suplementos con androstenediona debido a la falta de evidencia de efectos beneficiosos, la amplia respuesta individual al suplemento, y el riesgo de efectos secundarios desconocidos.
Ya que la androstenediona es en parte convertida en estrógenos, las personas que tomen este suplemento pueden tener efectos secundarios estrogénicos, aunque ninguno de los estudios citados en el párrafo de arriba usaron dosis suficientemente altas para sacar conclusiones.

## Imágenes adicionales

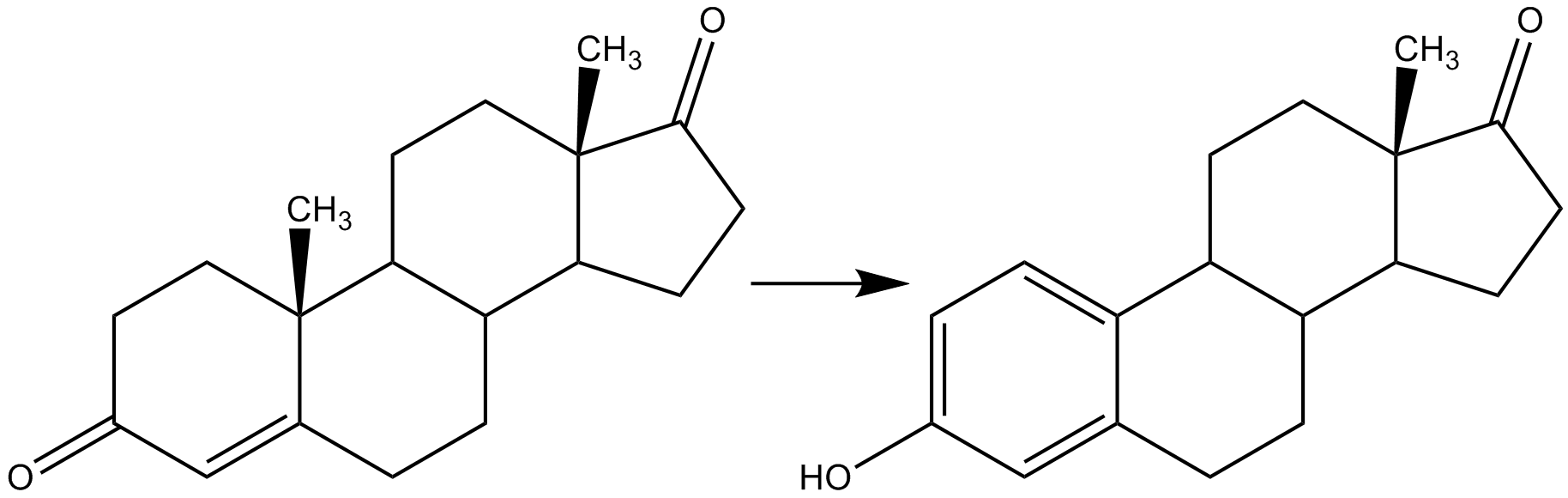
Conversión de androstendiona en estrona
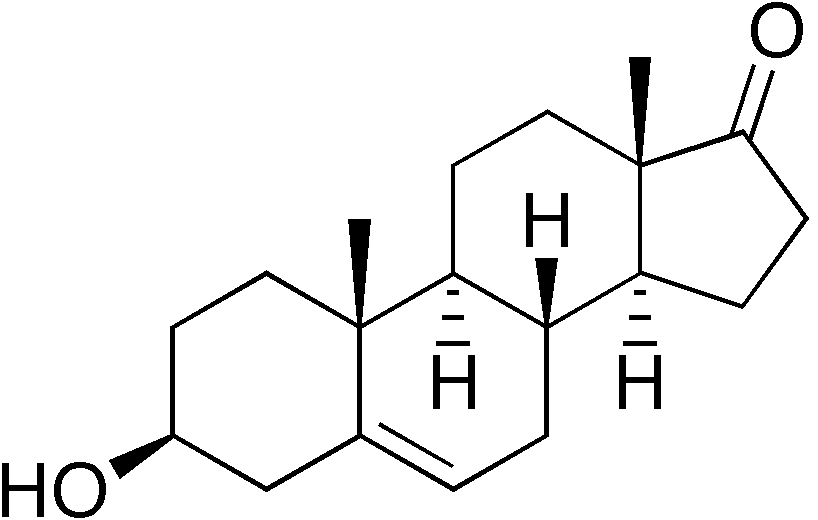
Dehidroepiandrosterona
17-Hidroxiprogesterona
Testosterona
Estrona